# Dave Walker (esquiador)
Dave Walker (28 de junio de 1964) es un deportista canadiense que compitió en esquí acrobático, especialista en la prueba de acrobacias.
Ganó dos medallas de bronce en el Campeonato Mundial de Esquí Acrobático, en los años 1989 y 1991.

## Medallero internacional
| Campeonato Mundial | Campeonato Mundial           | Campeonato Mundial | Campeonato Mundial |
| Año                | Lugar                        | Medalla            | Competición        |
| ------------------ | ---------------------------- | ------------------ | ------------------ |
| 1989               | Oberjoch (RFA)               | Medalla de bronce  | Acrobacias         |
| 1991               | Lake Placid (Estados Unidos) | Medalla de bronce  | Acrobacias         |